# ليز تشيني
إليزابيث لين تشيني (بالإنجليزية: Elizabeth Lynne Cheney)‏ هي محامية وسياسية أمريكية وعضوة في مجلس النواب الأمريكي عن دائرة ولاية وايومنغ منذ عام 2017.
ليز هي البنت الكبرى لنائب الرئيس الأمريكي الأسبق ديك تشيني. تقلدت عدة مناصب في وزارة الخارجية الأمريكية خلال رئاسة جورج بوش. وهي سياسية جمهورية وشريك مؤسس في منظمة غير ربحية اسمها «لنحافظ على أمريكا آمنة»، وهي منظمة معنية بقضايا الأمن القومي.

## الحياة الشخصية
وُلدت تشيني في ماديسون، بولاية وسكنسن الأمريكية، وهي الابنة الكبرى لنائب رئيس الولايات المتحدة الأسبق ديك تشيني والسيدة الثانية لين تشيني (اسمها قبل الزواج لين ڤينسنت). ولدت حين كان والداها يدرسان في جامعة وسكنسن بمدينة ماديسون. شقيقتها الصغرى «ماري» وُلدت أيضاً في ماديسون.
أنهت ليز الصف السادس والسابع في كاسبر بولاية وايمنغ، لكن عندما كان والدها يقوم بحملته الانتخابية لعضوية الكونغرس الأمريكي. انقسمت عائلتها بين كاسبر وواشنطن العاصمة، ثم تخرجت من مدرسة مكلين الثانوية عام 1984، حيث كانت مشجعة فيها. وفي عام 1988، حصلت على البكالوريوس من جامعة كلورادو التي تخرجت منها والدتها. حصلت ليز في عام 1996 على شهادة الدكتوراه من كلية الحقوق بجامعة شيكاغو، وحضرت فصول دراسية حول تاريخ الشرق الأوسط في المعهد المشرقي.
تزوجت تشيني من فليپ بري، وأنجب الزوجان خمسة أطفال.

## روابط خارجية
- ليز تشيني على موقع IMDb (الإنجليزية)
- ليز تشيني على موقع إن إن دي بي (الإنجليزية)